# 王観 (遼)
王 観（おう かん、生没年不詳）は、遼（契丹）の政治家・学者。本貫は幽州薊県。

## 経歴
博学で弁論を得意とした。重熙7年（1038年）、進士乙科に及第した。後に兵部侍郎となった。
重熙24年（1055年）、興宗が死去すると、王観は西夏に悲報を伝える使者として立った。帰国すると、給事中に任じられた。咸雍元年（1065年）、翰林学士に転じた。咸雍5年（1069年）、乾文閣学士を兼ねた。咸雍7年（1071年）、南院枢密副使に転じ、耶律の国姓を賜った。参知政事となり、知南院枢密事を兼ねた。
勝手に私邸を修築した罪を問われ、爵位を奪われて庶民となり、死去した。

## 伝記資料
- 『遼史』巻97 列伝第27